# Президентські вибори у Вірменії 2008
Президе́нтські ви́бори у Вірме́нії 2008 пройшли 19 лютого.
Перемогу на виборах уже в першому турі з 52,82 % голосів здобув колишній прем'єр Серж Саркісян. Представники міжнародних організацій начебто визнали вибори легітимними все нібито нормально та обурилися прихильники Левона Тер-Петросяна (друге місце з 21 %) — першого президента Вірменії. 
| Хоча прийнято говорити, що вибори президента пройшли без порушень, запорука перемоги Сержа Саркісяна — це насамперед адмінресурс. Країна живе майже без джерел альтернативної інформації, а режим надзвичайного стану, запроваджений днями, геть ускладнив ситуацію.[1] |
На площі Свободи в центрі Єревана виросло наметове містечко, яке, мовою офіціозу, «ліквідувала поліція». Почалися сутички між прихильниками Тер-Петросяна та поліцією.
Парламент Вірменії схвалив указ дійсного президента Роберта Кочаряна про запровадження режиму надзвичайного стану, мітинги та демонстрації на 20 днів опинилися під забороною. Виконання указу де-факто перетворилося на грандіозне побоїще з людськими жертвами. При тому битва точилася із застосуванням не тільки підручних засобів і сльозогінного газу, але й бойової зброї — стріляли, зокрема, і трасівними кулями. Усі загиблі — цивільні особи, з боку охоронців — понад 30 поранених. Більшість поранень по обидва боки — осколкові та кульові.